# 趙大嵋
趙大嵋，浙江钱塘人，清朝政治人物。监生出身。
康熙五十二年（1713年），擔任清朝廣州府新安縣知縣。后由黃廷賢接任。